# Raffi Torres
Raphael "Raffi" Torres, född 8 oktober 1981 i Toronto, Ontario, är en kanadensisk ishockeyspelare som för närvarande spelar som vänsterforward för Toronto Maple Leafs i NHL. Han har tidigare spelat för Phoenix Coyotes, Vancouver Canucks, Edmonton Oilers, New York Islanders, Columbus Blue Jackets, Buffalo Sabres och San Jose Sharks.
I NHL-draften 2000 draftades Torres redan i första rundan (som femma totalt) av New York Islanders. Han gjorde sin NHL-debut säsongen 2001/2002 och gjorde 5 poäng (5 assist) på 17 matcher. Han lyckades inte ta någon ordinarie plats under sin första säsong och fick tillbringa största delen av sin tid i AHL-klubben Bridgeport Sound Tigers. Torres har nu efter flera bra säsonger tagit en ordinarie plats i NHL.